# Hu Yulan
Hu Yulan (chiń. 胡玉兰; ur. 1945, zm. 18 października 2021) – chińska tenisistka stołowa, dwukrotna mistrzyni świata. 
Trzykrotnie zdobywała medale mistrzostw świata. Życiowy sukces odniosła w 1973 roku w Sarajewie zostając mistrzynią świata indywidualnie i wicemistrzynią drużynowo. W 1974 roku w Teheranie podczas Igrzysk Azjatyckich zdobyła złoty medal w rywalizacji drużynowej i brązowy indywidualnie. Medale zdobywała również na mistrzostwach swojego kontynentu. W 2002 roku została mistrzynią Azji drużynowo, a dwa lata później wicemistrzynią również w rywalizacji zespołowej.